# Tryphosella triangula
Tryphosella triangula är en kräftdjursart som först beskrevs av Knud Hensch Stephensen 1925.  Tryphosella triangula ingår i släktet Tryphosella och familjen Lysianassidae. Inga underarter finns listade i Catalogue of Life.